# Chris Cerulli
Christopher Thomas Cerulli, ismertebb nevén Chris Motionless, amerikai énekes. A 2005-ben alakult Motionless In White metalcore együttes énekese és dalszerzője.
1986. október 17 – én született a pennsylvaniai Scrantonban. A Motionless In White metalcore együttes énekese, melyet 2005-ben, gimnazistaként alapította meg Angelo Parente dobossal, Frank Polumbo gitárossal és Kyle White basszusgitárossal, akik azóta már elhagyták az együttest. Jelenleg Cerulli az egyetlen eredeti tag a zenekarban. Közreműködött a New Years Day – Angel Eyes című dalán is, valamint feltűnik az In This Moment – Whore című számához készült videójában is.
Cerullira zeneileg és stílusilag is nagy hatással volt Marilyn Manson, Rob Zombie, a The Misfits, a Rammstein, az AFI, a Slipknot és a Nine Inch Nails. 
Korábban randizott Megan Massacre-rel, akivel a mai napig barátok. Megan több tetoválást is készített Chris-nek, és szerepet kapott a Motionless In White Creatures című számához készült videóban is.
2012-ben 32. lett a Kerrang! magazin "50 legnagyobb rocksztár" listáján.